# 佩尔珀扎
佩尔珀扎（法語：Perpezat，法語發音：[pɛʁpəza]）是法国多姆山省的一个市镇，属于克莱蒙费朗区。

## 地理
佩尔珀扎（45°40'47"N, 2°46'27"E）面积36.19 平方千米，位于法国奥弗涅-罗讷-阿尔卑斯大区多姆山省，该省份为法国中南部省份，北起阿列省接壤，东临卢瓦尔省，南至上盧瓦爾省和康塔爾省，西接科雷兹省和克勒兹省。
与佩尔珀扎接壤的市镇（或旧市镇、城区）包括：热勒、布里丰、厄姆莱格利斯、拉克耶、蒙多尔、奥尔西瓦勒、罗什福尔蒙塔涅、圣皮埃尔罗什。

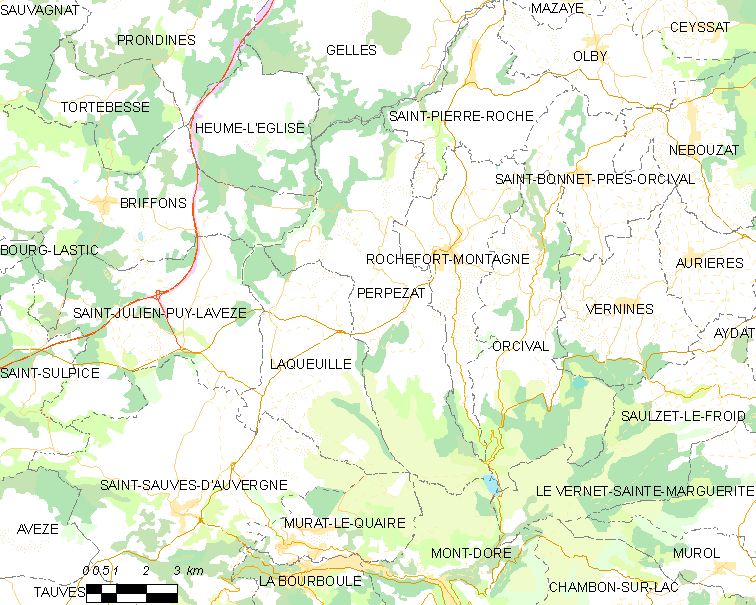
佩尔珀扎的OSM定位图

佩尔珀扎的时区为UTC+01:00、UTC+02:00（夏令时）。

## 行政
佩尔珀扎的邮政编码为63210，INSEE市镇编码为63274。

## 政治
佩尔珀扎所属的省级选区为奥尔西讷县。

## 人口

1962-2008年间佩尔珀扎人口变化图示

佩尔珀扎于2022年1月1日时的人口数量为422人。